# Monty Python and the Holy Grail
Monty Python and the Holy Grail (llamado Los caballeros de la mesa cuadrada en España y Los caballeros de la mesa cuadrada y sus locos seguidores en Hispanoamérica) es una película de cine británica dirigida por Terry Gilliam y Terry Jones (ambos pertenecientes al grupo Monty Python), estrenada en 1975.
Los caballeros de la mesa cuadrada es el segundo largometraje de Monty Python, en la que usaron estilos de grabación innovadores y poco convencionales y los aplicaron a la comedia, dejando atrás la estructura basada en la compilación de sketches en la que se basó su primer largometraje And Now for Something Completely Different (Se armó la gorda), que tomaba sketches de las dos primeras temporadas de la serie de televisión Monty Python's Flying Circus.

## Argumento
En el año 932 el rey Arturo y sus caballeros reciben un encargo divino: partir en búsqueda del Santo Grial, para lo cual deberán luchar contra enemigos muy diversos: malignos caballeros rivales, bestias sanguinarias (que solo son visibles como dibujo animado), groseros soldados franceses fortificando un castillo en Inglaterra, brujas, adivinos mefistofélicos, Scotland Yard, y hasta un conejo asesino y carnívoro (que muere destruido por una cómica reliquia traída de las Cruzadas: la "Santa Granada de Mano de Antioquía").
Arturo y sus caballeros llegan a un castillo ocupado por soldados franceses, que afirman tener el Grial y se burlan de los britanos, haciéndoles retroceder con una andanada de animales de corral. Bedevere urde un plan para colarse utilizando un conejo de Troya, pero olvida decir a los demás que se escondan en su interior; los caballeros se ven obligados a huir cuando se lo arrojan. Arturo decide que los caballeros deben ir cada uno por su lado en busca del Grial.
Un historiador moderno que rueda un documental sobre las leyendas artúricas es asesinado por un caballero desconocido a caballo, lo que desencadena una investigación policial.
Arturo y Bedevere reciben indicaciones de un anciano e intentan satisfacer las extrañas peticiones de los temidos Caballeros que dicen "¡Ni!". Sir Robin evita una pelea con un Caballero de Tres Cabezas huyendo mientras las cabezas discuten entre sí. Sir Galahad es conducido por un faro en forma de grial al Castillo Ántrax, ocupado exclusivamente por mujeres jóvenes, que desean ser castigadas por engañarle, pero es "rescatado" involuntariamente por Lancelot. Lancelot recibe una nota en forma de flecha del Castillo del Pantano. Creyendo que la nota es de una dama obligada a casarse en contra de su voluntad, asalta el castillo y mata a varios miembros de la comitiva nupcial, sólo para descubrir que la nota es de un príncipe afeminado.
Arturo y sus caballeros se reagrupan y se les unen el Hermano Maynard, sus hermanos monjes y tres nuevos caballeros: Bors, Gawain y Ector. Se reúnen con Tim el Encantador, que los dirige a una cueva donde se dice que está escrita la ubicación del Grial. La entrada a la cueva está custodiada por el Conejo de Caerbannog. Subestimándolo, los caballeros atacan, pero el Conejo mata fácilmente a Bors, Gawain y Ector. Arturo utiliza la "Granada de Mano Sagrada de Antioquía", proporcionada por el Hermano Maynard, para destruir a la criatura. Dentro de la cueva, encuentran una inscripción de José de Arimatea, que les dirige al castillo de Aarrgh.
Un monstruo animado de las cavernas devora al Hermano Maynard, pero Arturo y los caballeros escapan después de que el animador sufra inesperadamente un infarto mortal. Los caballeros se acercan al Puente de la Muerte, donde el guardián les exige que respondan a tres preguntas para poder pasar o, de lo contrario, serán arrojados al Desfiladero del Peligro Eterno. Lancelot responde fácilmente a las preguntas y cruza. Robin, demasiado engreído, es derrotado por una pregunta inesperadamente difícil, y Galahad, indeciso, falla una fácil; ambos son arrojados mágicamente al desfiladero. Cuando Arturo pide aclaraciones sobre la velocidad de una golondrina descargada, el guardián del puente no puede responder y es arrojado al desfiladero.
Arturo y Bedevere no encuentran a Lancelot, sin saber que ha sido detenido por la policía que investiga la muerte del historiador. La pareja llega al castillo de Aarrgh, pero lo encuentran ocupado por los soldados franceses de la primera parte de la película. Tras ser repelidos por una lluvia de estiércol, convocan a un ejército de caballeros y se preparan para asaltar el castillo. Mientras el ejército carga, llega la policía, arresta a Arturo y Bedevere por el asesinato del historiador y rompe la cámara, poniendo fin abruptamente a la película.
Parodia de la Inglaterra medieval y los caballeros del rey Arturo, Los caballeros de la mesa cuadrada y sus locos seguidores es realmente una excusa de los Monty Python para ejecutar una ácida crítica de los estereotipos de la vida moderna, utilizando elementos de la Edad Media como base para su sátira. Algunos gags destacables son los caballeros sin caballo, que marchan a pie pero cuentan con escuderos que chocan dos cocos (para simular que son un poderoso ejército al trote), el caballero negro, que sigue luchando sin desalentarse aún después de habérsele amputado todas sus extremidades (amenaza incluso al rey Arturo que "combatirá con sus dientes"), el castillo poblado solo por jóvenes y atractivas mujeres que pretenden secuestrar al casto Sir Galahad (rescatado contra su voluntad por sus compañeros), campesinos revolucionarios, o los feroces "caballeros que dicen ni" (que tras amenazar a Arturo y sus seguidores huyen despavoridos cuando éstos repiten inadvertidamente la palabra "eso" en sus diálogos).

## Reparto
- Graham Chapman como el Rey Arturo.
- John Cleese como Sir Lancelot, el Caballero Negro (Black Knight)
- Terry Gilliam como Patsy, sirviente de Arturo.
- Eric Idle como Sir Robin.
- Terry Jones como Sir Bedevere.
- Michael Palin como Sir Galahad, líder de los Caballeros que dicen Ní.
- Connie Booth como Miss Islington, la bruja.
- Carol Cleveland como Zoot
- Neil Innes como el líder de los juglares de Robin.
- Bee Duffell como la vieja bruja.
- John Young como Frank, el historiador
- Rita Davies como la esposa de Frank.
- Avril Stewart como Dr. Piglet.
- Sally Kinghorn como Dr. Winston.
- Mark Zycon como Sir Robin.
- Sandy Johnson como uno de los Caballeros que dicen "Ni".
- Julian Doyle como el sargento de policía que detiene la película.
- Richard Burton como el Caballero Negro con una pierna.

## Datos del rodaje
- Los caballeros de la mesa cuadrada se estrenó en la ciudad de Nueva York en abril de 1975, donde se entregaron cocos gratis a los primeros mil compradores de entradas (algunos de los cuales comenzaron a hacer cola a las 5:30 a. m.)[4]
- El primer borrador del largometraje contenía escenas ambientadas en la época artúrica y en la actualidad. Originalmente, el guion atravesaba la Edad Media y el siglo XX, y terminaba con Arturo encontrando el Santo Grial en Harrods.
- En la cinta, para el castillo de Camelot, se usó una fotografía invertida del Castillo de Valencia de Don Juan, fortaleza española del siglo XV situada en la provincia de León.
- El equipo de producción quería usar diferentes castillos a lo largo de la película, pero el Departamento de Medio Ambiente de Escocia les negó el uso de la mayoría de los sitios porque la película “no era consistente con la dignidad de la estructura de los edificios”. El castillo de Doune fue el único que quedaba para filmar la película, por lo que lo usaron para el primer encuentro de los caballeros con los franceses, como Swamp Castle y casi en cualquier otro momento en que se ve un castillo en la película.
- Graham Chapman (rey Arturo, guardia con hipo y voz de Dios) pasaba por una etapa de alcoholismo durante el rodaje; lo cual, según otros Pythons, afectó a la película.[cita requerida]
- John Cleese (sir Lancelot, el caballero francés y otros) tenía miedo de cruzar el puente, que verdaderamente estaba encima de un desfiladero, y utilizaron un doble para que lo cruzara.
- La película se rodó en tan solo un mes, por falta de presupuesto.
- Eric Idle explicó que bandas como Led Zeppelin, Pink Floyd e Ian Anderson de Jethro Tull, así como otras compañías discográficas, aportaron una buena parte del presupuesto.[5]
- El gag de utilizar cocos para simular el sonido del galope de los caballos en realidad se debió a que no se pudieron utilizar caballos auténticos por el bajo presupuesto de la película.
- La escena del caballero negro se rodó después de tiempo y contó con la colaboración de solo siete personas: Terry Jones como director, Terry Gilliam (que era también director) interpretando al caballero verde y a Patsy, Graham Chapman como Arturo, John Cleese como el caballero negro, un técnico de sonido, el productor, que también fue el cámara, y el doble que interpretaba al caballero negro cuando solo tenía una pierna (aunque John Cleese volvió a ser el caballero negro una vez sin piernas).

## En la cultura popular
- En el videojuego Minecraft, se podía generar una criatura llamada The killer bunny, en referencia al conejo asesino.
- En el videojuego "Scribblenauts", se podía generar un personaje a través del cuaderno al escribir "Caballero negro". Si era atacado, se le salían sus extremidades, en referencia al caballero negro.
- En el videojuego Dragon's Crown del desarrollador Vanillaware, existen varios personajes tomados directamente de la película, como el "Conejo Asesino", el Hermitaño del Bosque
- En el videojuego Chivalry 2 al ser desmembrado aparecerá en la pantalla la célebre frase del caballero negro "no es más que un rasguño" y en el mapa "the raid of aberfell" existe una cueva de la cual hay chances de que salga un conejo que asesinará instantáneamente al jugador.
- En el videojuego World of Warcraft durante la Feria de la Luna Negra, los jugadores pueden enfrentarse a un poderoso conejo blanco con manchas de sangre, en referencia al conejo asesino.
- En la saga de videojuegos Worms algunas de sus armas hacen referencia a la película, como la Santa Granada, y el ataque del ganado francés. Ambas son de las más poderosas del videojuego